# Ten Seconds
Ten Seconds è un cortometraggio muto del 1922 scritto e diretto da Fred Hibbard.

## Produzione
Il film fu prodotto dalla Century Comedies (Century Film).

## Distribuzione
Distribuito dall'Universal Film Manufacturing Company, il film - un cortometraggio in due bobine - uscì nelle sale cinematografiche statunitensi il 21 giugno 1922.